# 라이샌더 스푸너
라이샌더 스푸너(Lysander Spooner, 1808년 1월 19일 ~ 1887년 5월 14일)는 미국의 노예제 폐지론자, 기업가, 변호사, 수필가, 자연권 법 이론가, 팸플릿 작가, 정치철학자, 그리고 보스턴 아나키스트 전통과 자주 연관된 작가였다.
스푸너는 노동운동의 강력한 옹호자였으며, 정치적으로는 개인주의적 아나키즘과 동일시되었다. 그의 저술은 좌파 자유지상주의와 우파 자유지상주의 정치 이론의 발전에 기여했다. 스푸너의 저서로는 노예제 폐지론을 다룬 저서 『노예제의 위헌성』(The Unconstitutionality of Slavery)과 『반역 없음: 권위 없는 헌법』(No Treason: The Constitution of No Authority)이 있는데, 이 저서들은 분리주의자들에 대한 반역 혐의에 반대하는 내용을 담고 있다.
미국 우정청(United States Postal Service)와 경쟁했던 미국 편지 우편 회사(American Letter Mail Company)를 설립한 것으로 유명하다.

## 같이 보기
- 미국 철학
- 개인주의적 아나키즘
- 좌파 자유지상주의
- 상호주의 (경제이론)
- 자연권
- 자연법